# Battaglia di Medininkai
La battaglia di Medininkai fu uno scontro avvenuto nell'ambito della crociata lituana che ebbe luogo il 27 luglio 1320 e che vide coinvolti da una parte l'Ordine teutonico e dall'altra un esercito composto perlopiù da guerrieri provenienti dalla Samogizia. La battaglia, che si svolse nei pressi di Medininkai (odierna Varniai), si concluse con una sconfitta dei Cavalieri teutonici, che subirono diverse perdite.

## Contesto storico e fonti
I Cavalieri teutonici erano impegnati in una lunga ed estenuante lotta, la crociata lituana, contro il Granducato di Lituania per la conquista della Samogizia, una regione corrispondente grossomodo alla moderna Lituania costiera centro e nord-occidentale. Non è noto quando nella terra di Medininkai (in latino medievale terram Medeniken), in Samogizia, fu costruito un presidio difensivo, ma lo storico polacco Maciej Stryjkowski azzarda come anno il 1313. Si tratta comunque di un'affermazione che al più può valere come ipotesi, considerando che le uniche due fonti relative alla battaglia di Medininkai del 1320 sono due cronache teutoniche (rispettivamente quella di Nicolaus von Jeroschin e quella di Pietro di Duisburg) ed esse non menzionano nulla a proposito della fondazione di un castello o comunque di una struttura.

## La battaglia
L'esercito teutonico, composto da 40 cavalieri, dalle sentinelle attive nel castello di Klaipėda e da guerrieri Sambiani, era comandato dal maresciallo teutonico Heinrich von Plötzke. Quando l'esercito attaccò la terra di Medininkai, parte dei crociati si sparpagliò per compiere dei saccheggi. I Samogiti attaccarono improvvisamente le loro forze principali, infliggendo ai loro avversari una grande sconfitta. Von Plötzke, 29 cavalieri e molti soldati furono uccisi, mentre Gerhard Rude, vogt di Sambia, venne fatto prigioniero. Qui di seguito viene riportato l'ampio resoconto fornito dal cronista Nicolaus von Jeroschin relativo alla battaglia:
(Cronaca di Nicolaus von Jeroschin, III, 338)

## Conseguenze
La battaglia arrestò gli attacchi compiuti dai teutonici nella regione di Medininkai fin quando rimase in vigore la tregua quadriennale che il granduca di Lituania Gediminas aveva firmato con l'Ordine teutonico (1324-1328).

### Fonti primarie
- (EN) Nicolaus von Jeroschin, A History of the Teutonic Knights in Prussia 1190-1331, traduzione di Mary Fischer, Ashgate Publishing, Ltd., 2010, ISBN 978-0-7546-5309-7.

### Fonti secondarie
- (EN) Algirdas M. Budreckis, Eastern Lithuania: A Collection of Historical and Ethnographic Studies, Lithuanian Association of the Vilnius Region, 1985.
- (EN) Zigmantas Kiaupa, Jūratė Kiaupienė, Albinas Kunevičius, The History of Lithuania Before 1795, 2000, Vilnius, Istituto di Storia Lituania, ISBN 978-9986-810-13-1.
- (LT) Edvardas Gudavičius, Medininkų mūšis [La battaglia di Medininkai], su Visuotinė lietuvių enciklopedija, vle.lt. URL consultato il 15 giugno 2023.